# 皮克斯吉爾群島

皮克斯吉爾群島的位置

皮克斯吉爾群島是大西洋的島嶼，位於安年科夫島東南約25公里，屬於南喬治亞群島的一部分，由3座島嶼組成，由英國探險家詹姆斯·庫克在1775年1月發現，島上無人居住。